# Bjørn Aamodt
Bjørn Aamodt född 24 februari 1944 i Bærum, död 29 april 2006 i Oslo, var en norsk lyriker, son till bildkonstnären Asbjørn Aamodt.
Han arbetade som sjöman, metallarbetare och socialarbetare. Debutboken var diktsamlingen Tilegnet som kom 1973. I flera av diktsamlingarna har Aamodt använt sina erfarenheter och vokabulär, från sjömanslivet och arbetet som kranförare. I samlingarna Stå, ABC och Atom har han använt andra motivkretsar.